# Dardski jezici
Dardski jezici, skupina od (26; prije 27 s jezikom domaaki) indoarijskih jezika koji se govore na području Pakistana, Indije i Afganistana.  Osnovna podjela dardskih jezika je pet ogranaka: čitralsku s dva jezika u Pakistanu; kašmirsku s kašmirskim u Indiji; kohistanskom s devet jezika u Pakistanu i Afganistanu; kunarsku s osam jezika, također u Pakistanu i Afganistanu; i šinsku sa sedam jezika u Indiji, Afganistanu i Pakistanu.

## Klasifikacija
A) Čitralski jezici/Chitral (2) Pakistan: kalasha, khowar.
B) Kašmirski jezici /Kashmiri/(1) Indija: kašmirski.
C) Kohistanski jezici/Kohistani (9) Pakistan, Afganistan: chilisso, gowro, kalami, kalkoti, kohistanski, tirani, torwali, wotapuri-katarqalai.
D) Kunarski jezici/kunar (8) Afganistan i Pakistan: dameli, gawar-bati, grangali, sjeveroistočni, sjeverozapadni, jugoistočni, jugozapadni, shumashti.
E) Šinski jezici /Shina (6; prije 7) Indija, Afganistan, Pakistan: brokskat, phalura, savi, kohistanski shina, shina, ushojo; domaaki, se danas klasificira centralnoj podskupini indoarijskih jezika

## Vanjske poveznice
- Ethnologue (14th)